# Овсянников, Михаил Васильевич
Михаил Васильевич Овсянников — советский военный деятель, руководитель ветеранского движения, генерал-майор.

## Биография
Родился 21 ноября 1922 года в деревне Фенино. Член КПСС.
После окончания средней школы в 1940 году поступил в военное училище.
С 1941 года — на военной службе. Участник Великой Отечественной войны, с начала октября 1941 года - участвовал в боевых действиях (сначала в качестве командира стрелкового взвода, затем - как командир стрелковой роты). Участник обороны Москвы, Курской битвы, штурма Берлина и Праги, на преподавательских должностях в Свердловском, Ленинградском, Череповецком, Воронежском военных училищах, командир мотострелковиго полка и начштаба мотострелковой дивизии. 
После окончания военной академии им. М. В. Фрунзе продолжил службу за границей, некоторое время служил в ГСВГ и старшим военным советником в Сирийской Арабской республике.
Последняя должность - военный комиссар Курской области. В отставке с 1987 года.
Председатель Совета ветеранов войны, труда, вооруженных сил и правоохранительных органов Курской области.
Умер в Курске в 2017 году.

## Награды
Награждён 14 орденами и 33 медалями
- иностранные награды:[1]

- три ордена Республики Сирия

Почетный гражданин города Курска (1995), Курской области (2004), города Венева Тульской области (1995).
Почётная грамота Президиума Верховного совета Российской Федерации (1993)